# Eduard Franz

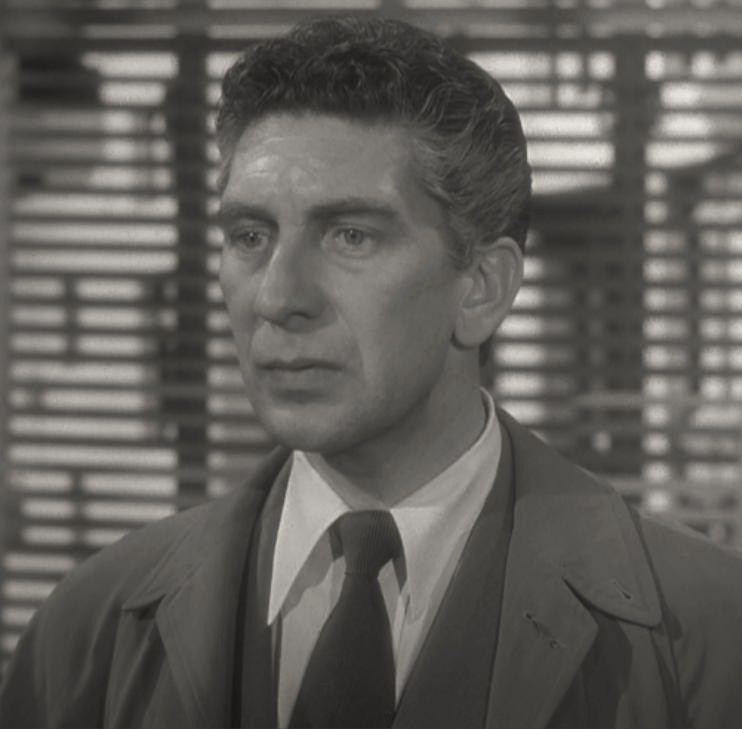
Eduard Franz en Hollow Triumph

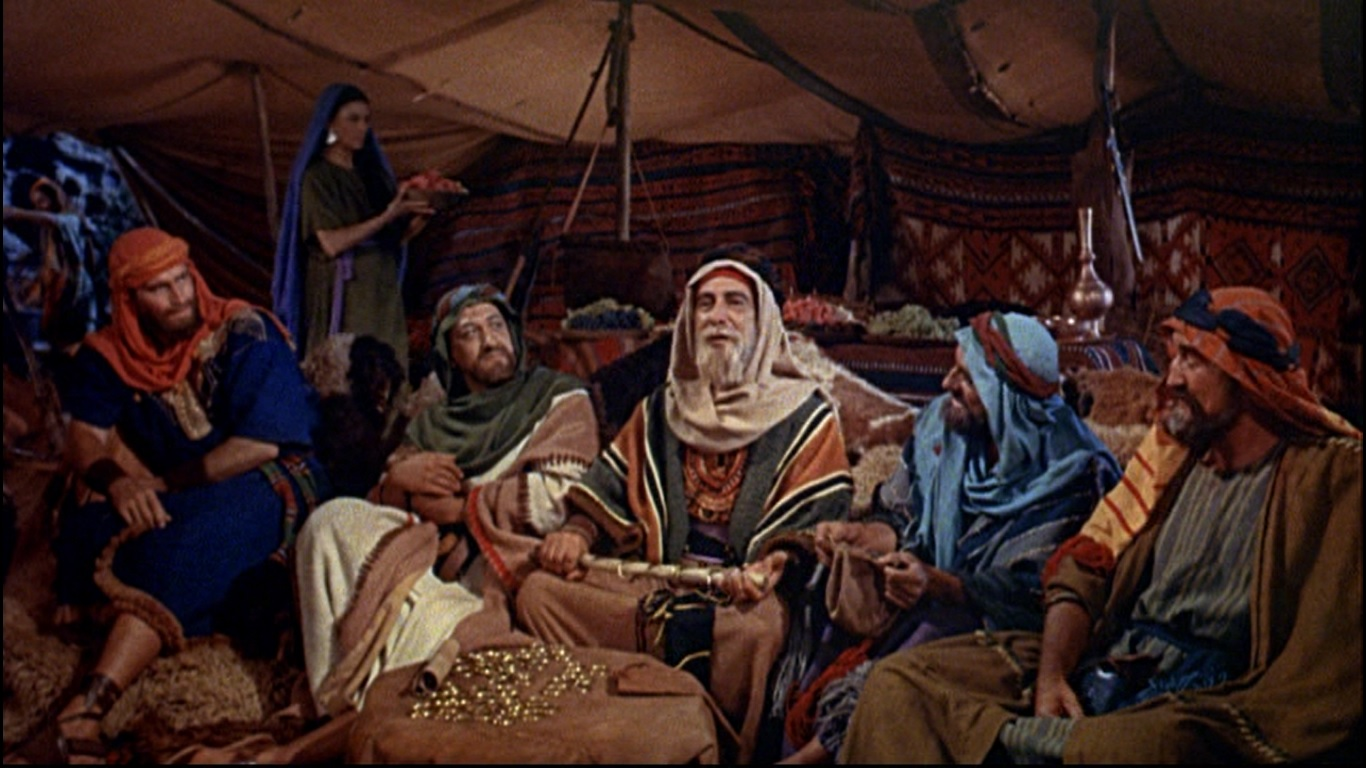
Franz en el centro (con Charlton Heston a la izq.) en Los diez mandamientos (1956)

Eduard Franz (31 de octubre de 1902 – 10 de febrero de 1983) fue un actor teatral, cinematográfico y televisivo de nacionalidad estadounidense. Franz fue conocido por encarnar al Rey Ajab en la película bíblica de 1953 Sins of Jezebel, a Jetró en el film de Cecil B. DeMille Los diez mandamientos (1956), y a Jehoam en la cinta de Henry Koster La historia de Ruth (1960).

## Biografía
Su nombre completo era Eduard Franz Schmidt, y nació en Milwaukee, Wisconsin. Su ambición juvenil era dedicarse al arte comercial, motivo por el cual ingresó en la Universidad de Wisconsin-Madison, centro en el cual formó parte del Wisconsin Players Theater, un grupo teatral estudiantil. Actuar en la temporada teatral de 1922-1923 reinició su vocación artística, aunque con una faceta diferente, la de actor. Un año después fue elegido para formar parte de producciones representadas en Chicago por los Coffee-Miller Players.  Abandonando su apellido, Franz actuó después con los Provincetown Players, en Greenwich Village, formación que había dado a conocer obras de Eugene O'Neill, Susan Glaspell y Edna St. Vincent Millay. Franz actuó también con Paul Robeson en The Emperor Jones, y con Walter Huston en Deseo bajo los olmos. Continuó con su faceta teatral hasta que la Gran Depresión le obligó a abandonarla.
En esa época casado, intentó ganarse la vida criando gallinas en Texas. El joven matrimonio pronto volvió a Wisconsin, donde Franz actuó en obras teatrales regionales a la vez que daba clases de arte. Ya en 1936 era un actor conocido en el ámbito nacional, actuando por todo el país. Fue un primer actor en el circuito de Broadway durante casi treinta años, participando en obras como First Stop to Heaven, Embezzled Heaven y Conversation At Midnight.  
Debutó en el cine en 1947 con un pequeño papel en Killer at Large, pero al siguiente año tuvo una memorable actuación en Hollow Triumph. En su cuarta película, Wake of the Red Witch (1948), pudo trabajar con John Wayne. Fue el Jefe Broken Hand en White Feather. También encarnó a intelectuales como el Dr. Stern en The Thing from Another World (1951), a un profesor universitario en The Four Skulls of Jonathan Drake (1959), y al Juez Louis Brandeis en The Magnificent Yankee (1950), un papel que retomó en una adaptación televisiva de 1965. En el año 1957 participó en una adaptación para la pequeña pantalla de la novela de A. J. Cronin Beyond This Place, que dirigió Sidney Lumet.
Franz actuó en dos versiones del clásico cinematográfico de 1927 protagonizado por Al Jolson, The Jazz Singer. Esas versiones fueron The Jazz Singer (1952), protagonizada por Danny Thomas, y una adaptación televisiva emitida en 1959 y protagonizada por Jerry Lewis.
En 1956 Franz trabajó en un episodio de Gunsmoke titulado "Indian Scout", con el papel de Amos Cartwight. Ese mismo año actuó con Joan Fontaine en "The De Santre Story", una entrega de la serie de antología de la NBC The Joseph Cotten Show. Dos años más tarde fue Gregorio Verdugo en la serie El Zorro. Además, fue Jules Silberg en el capítulo emitido en 1960 "The Test", perteneciente a la serie de antología de la Columbia Broadcasting System The DuPont Show with June Allyson.
En 1961, Franz y Scott Marlowe actuaron en el episodio "The Duke of Texas", perteneciente a la serie de CBS de género western Have Gun – Will Travel, con Richard Boone. Ese mismo año fue Gustave Helmer en una serie de ABC, The Law and Mr. Jones, protagonizada por James Whitmore  y Jack Mullaney. En la misma época actuó en la serie de antología The Barbara Stanwyck Show y en el show western de NBC Cimarron City. 
A pesar de su trabajo televisivo, Franz siguió vinculado al teatro, y en 1961 actuó en el estreno mundial del drama de Edna St. Vincent Millay Conversation At Midnight, trabajando junto a James Coburn y Jack Albertson. Dos años después fue el director Dr. Edward Raymer en 30 episodios del drama médico de ABC Breaking Point, en el cual actuaba Paul Richards. Después, en 1964, retomó su papel en Conversation At Midnight, pieza representada en el Teatro Billy Rose. Esa versión teatral, así como la de 1961, fueron producidas por Worley Thorne en asociación con Susan Davis.
Eduard Franz falleció en 1983 en Los Ángeles, California. Sus restos fueron incinerados.

## Teatro en Broadway (íntegro)
- 1928 : The International, de John Howard Lawson, con George Tobias y Franchot Tone
- 1928 : Hot Pan, de Michael Swift
- 1929 : The Broken Chain, de William J. Perlman, con Edgar Barrier y J. Carrol Naish
- 1939 : Mis Swan Expects, de Bella y Sam Spewack, con William Bendix y John Williams
- 1939-1940 : Farm of Three Echoes, de Noel Langley, con Ethel Barrymore y Dean Jagger
- 1941 : First Stop to Heaven, de Norman Rosten, con Alison Skipworth
- 1942 : Cafe Crown, de Hy S. Kraft, escenografía de Elia Kazan, con Sam Jaffe y Sam Wanamaker
- 1942-1943 : The Russian People, de Constantin Simonov, con Luther Adler, Elisabeth Fraser y Victor Varconi
- 1943-1944 : Outrageous Fortune, de Rose Franken, con Elsie Ferguson, Margalo Gillmore, Margaret Hamilton y Maria Ouspenskaya
- 1944-1945 : Embezzled Heaven, de Ladislau Busk-Fekete y Mary Helen Fay, con Ethel Barrymore, Albert Bassermann y Sanford Meisner
- 1945 : The Stranger, de Leslie Reade
- 1945-1946 : Home of the Brave, de Arthur Laurents, escenografía de Michael Gordon, con Alan Baxter y Joseph Pevney
- 1947 : The Big Two, de Ladislau Bush-Fekete y Mary Helen Fay, escenografía de Robert Montgomery, con Felix Bressart, Philip Dorn y Claire Trevor
- 1957 : The Egghead, de Molly Kazan, escenografía de Hume Cronyn, con Karl Malden
- 1964 : Conversation at Midnight, de Edna St. Vincent Millay, escenografía de Robert Gist
- 1966 : Those that play the Clowns, de Michael Stewart, con Alfred Drake, Joan Greenwood y Edgar Stehli
- 1969 : In the Matter of J. Robert Oppenheimer, de Heinart Kipphardt, con Philip Bosco y Joseph Wiseman

## Selección de su filmografía

### Cine
- 1948 : The Iron Curtain, de William A. Wellman
- 1948 : Hollow Triumph, de Steve Sekely
- 1948 : Wake of the Red Witch, de Edward Ludwig
- 1949 : Outpost in Morocco, de Robert Florey
- 1949 : Whirpool, de Otto Preminger
- 1949 : Madame Bovary, de Vincente Minnelli
- 1950 : Francis, de Arthur Lubin
- 1950 : The Magnificent Yankee, de John Sturges
- 1951 : The Unknown Man, de Richard Thorpe
- 1951 : The Desert Fox: The Story of Rommel, de Henry Hathaway
- 1951 : The Thing from Another World, de Christian Nyby y Howard Hawks
- 1951 : The Great Caruso, de Richard Thorpe
- 1952 : One Minute to Zero, de Tay Garnett
- 1952 : Because You're Mine, de Alexander Hall
- 1952 : Everything I have is Yours, de Robert Z. Leonard
- 1952 : The Jazz Singer, de Michael Curtiz
- 1953 : Mi amor brasileño, de Mervyn LeRoy
- 1953 : Dream Wife, de Sidney Sheldon
- 1953 : Sins of Jezebel, de Reginald Le Borg
- 1954 : Beachhead, de Stuart Heisler
- 1954 : Viviendo su vida, de Norman Taurog
- 1954 : Broken Lance, de Edward Dmytryk
- 1954 : Sign of the Pagan, de Douglas Sirk
- 1955 : The Indian Fighter, de André De Toth
- 1955 : The Last Command, de Frank Lloyd
- 1955 : White Feather, de Robert D. Webb
- 1955 : Lady Godiva of Coventry, de Arthur Lubin
- 1956 : Los diez mandamientos, de Cecil B. DeMille
- 1956 : The Burning Hills, de Stuart Heisler
- 1956 : Three for Jamie Dawn, de Thomas Carr
- 1958 : Una cierta sonrisa (A Certain Smile), de Jean Negulesco
- 1960 : La historia de Ruth, de Henry Koster
- 1961 : Francisco de Asís, de Michael Curtiz
- 1962 : Beauty and the Beast, de Edward L. Cahn
- 1962 : ¡Hatari!, de Howard Hawks
- 1966 : Cyborg 2087, de Franklin Adreon
- 1971 : Johnny got his gun (Johnny Got His Gun), de Dalton Trumbo
- 1983 : Twilight Zone: The Movie, segmento Nightmare at 20,000 Feet, de George Miller

### Televisión

#### Series
- 1956-1974 : Gunsmoke, episodios Indian Scout (1956, de Charles Marquis Warren) y In Performance of Duty (1974)
- 1957-1962 : Wagon Train, episodios The Les Rand Story (1957, de Robert Florey) y The Hiram Winthrop Story (1962)
- 1958 : El Zorro, episodios Welcome to Monterey, Zorro rides again, Horse of Another Color, The Señorita makes a Choice y Rendezvous at Sundown, todos dirigidos por William Witney
- 1959-1960 :  Randall, el justiciero, episodios Angels of Vengeance (1959, de R. G. Springsteen) y A House divided (1960, de George Blair)
- 1962 : Death Valley Days, episodio Abel Duncan's Dying Wish
- 1962 : Rawhide, episodio A Woman's Place, de Jus Addiss
- 1963 : Bonanza, episodio Marie, my Love, de Lewis Allen
- 1966 : El virginiano, episodio One Spring like Long Ago, de Herman Hoffman
- 1966 : El fugitivo, episodio The Sharp Edge of Chivalry
- 1966-1969 : The F.B.I., episodios The Plague Merchant (1966, de Lewis Allen), A Sleeper Wakes (1967, de Robert Douglas) y Target of Interest, de William Hale
- 1967 : Los invasores, episodios Summit Meeting, Parte I y II, Don Medford
- 1969 : Mannix, episodio Death Run
- 1969 : It takes a Thief, episodio The Scorpio Drop
- 1973-1976 : The Waltons, episodios The Courtship (1973) y The Collision (1976), de Richard Thomas
- 1975 : The Streets of San Francisco, episodio Murder by Proxy, de Virgil W. Vogel
- 1978 : The Bionic Woman, episodio The Pyramid
- 1978-1979 : Hawaii Five-0, episodios Invitation to Murder (1978) y The Spirit of Willie (1979), de Reza Badiyi
- 1979 : Vega$, episodio The Visitor
- 1980-1982 : Hart to Hart, episodios Sixth Sense (1980, de Ralph Senensky) y To coin a Hart (1982), de Karen Arthur

#### Telefilmes
- 1958 : Collector's Item, de Buzz Kulik
- 1970 : The Brotherhood of the Bell, de Paul Wendkos
- 1974 : Panic on the 5:22, de Harvey Hart